# Adam Fergus
Adam Fergus, född 24 september 1979 i Drogheda, är en irländsk skådespelare.
Fergus har bland annat medverkat i TV-serierna Lyckolandet (2018-2022) och Clean Sweep från 2023. Han har även medverkat i filmen The Call of the Wild – Skriet från vildmarken från 2020.

## Filmografi (i urval)
- 2018–2022: Lyckolandet
- 2020: The Call of the Wild – Skriet från vildmarken
- 2023: Clean Sweep